# Aylo
Aylo (tidigare Mansef, senare Manwin och 2013–2023 känt som Mindgeek) är ett privatägt IT-bolag baserat i Montréal i Kanada och med juridiskt säte i Luxemburg. Bolaget grundades 2004 under namnet Mansef, och via Manwin antogs namnet Mindgeek 2013–2023. Verksamheten är kopplad till pornografi, bland annat driver de Pornhub och ett antal andra kommersiella videoplattformar. Dessutom äger de ett antal produktionsbolag inom branschen.
Bland de drivna webbplatserna och ägda produktionsbolagen finns även Redtube, Youporn, Brazzers, Digital Playground, Men.com, Reality Kings, Sean Cody och Whynotbi.com. Mindgeeks olika verksamheter beräknas tillsammans vara en av de tio största konsumenterna av bandbredd i världen, och dess populära plattformar har lett till att de ibland beskrivs som världsledande inom internetpornografi (se dock WGCZ).
2023 köptes bolaget av det kanadensiska investmentbolaget Equity Capital Partners, och samma år bytte de namn på verksamheten till Aylo. Detta skedde efter flera års kontroverser kring olagligt innehåll och upplevda redaktionella brister.

## Historia

### Tidiga år
Historien bakom Mindgeek tog sin början i slutet av 1990-talet, då tyskfödde Fabian Thylmann skapade NATS (Next-Generation Affiliate Tracking Software), ett verktyg för korsvis marknadsföring av pornografi mellan olika webbplatser.
Parallellt grundades Mansef 2004/2005 av Concordia University-studenterna Stephane Manos och Ouissam Youssef (Mansef bildades av delar av deras efternamn) som ett holdingbolag för ett antal olika webbplatser med bildgallerier och ett relaterat annonsnätverk. Senare  lanserade duon produktionsbolaget Brazzers som ett bolag inriktat på försäljning till olika betalsajter.
2006 sålde Thylman sin ägarandel i det bolag som kontrollerade NATS; han använde därefter intäkterna till att köpa den pornografiska webbplatsen Privat Amateure.
Matt Keezer grundade 2007 PornHub (sic!) som del av nätverket Interhub där Mansef också var samarbetspartner. Mansef drevs som ett familjeföretag, med ett antal släktingar på de olika chefsposterna. Senare ville Manos, Youssef och Keezer sälja de här små företagen i en önskan att flytta över sina engagemang till andra affärsområden. Mellan 2006 och 2010 köpte Thylmann tre andra webbplatser – Mydirtyhobby, Webcams och Xtube. Domännamnet manwin.com registrerades första gången i augusti 2007.

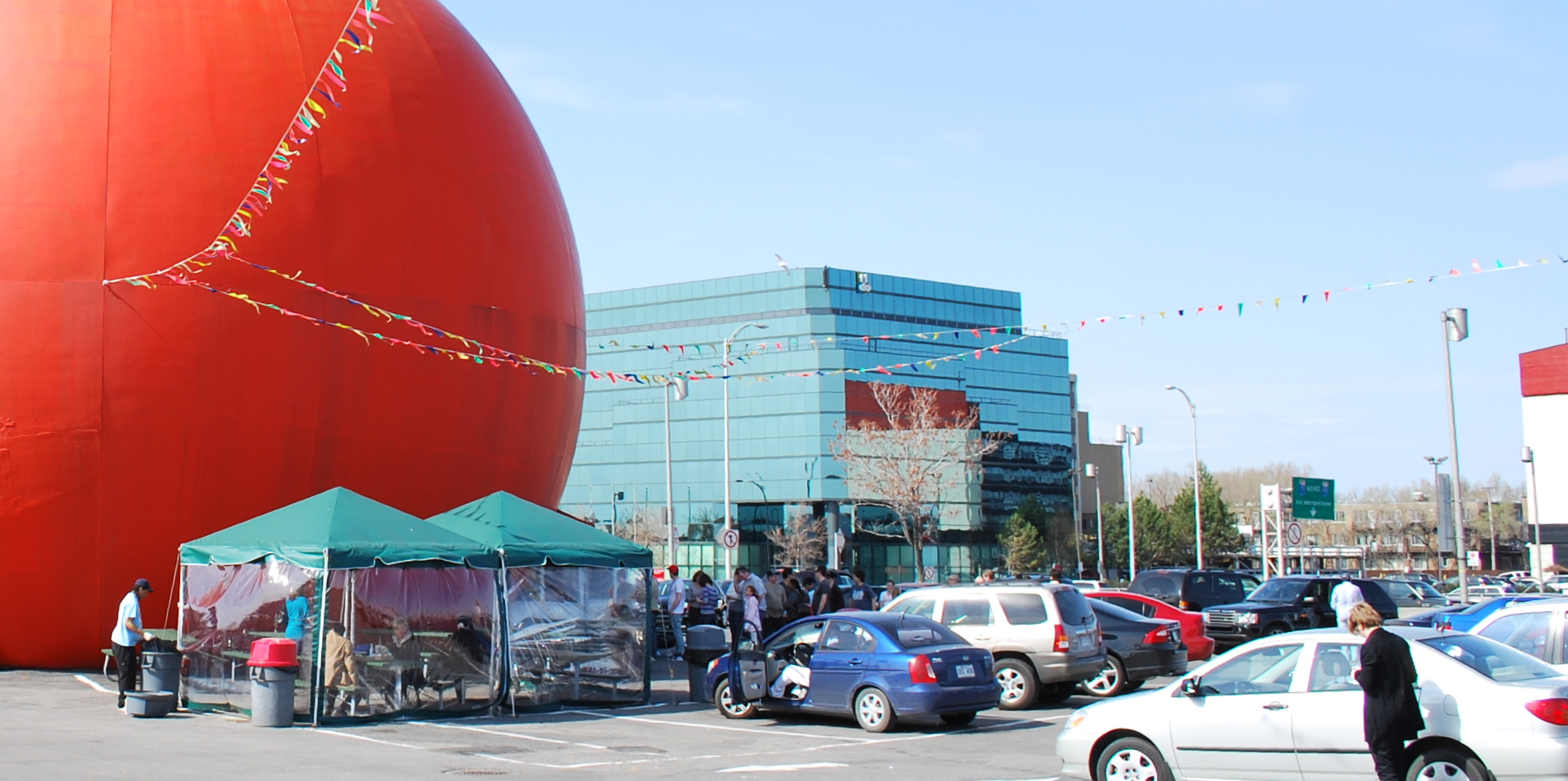
Till vänster i bild Gibeau Orange Julep (2010), en röd och klotrund snabbmatsrestaurang i Montréal, öppnad 1932. Där bakom syns byggnaden där Mindgeek numera har sitt huvudkontor.

### 2010-talet
I mars 2010 köpte Thylmann tillgångarna hos både Mansef och Interhub, och slog ihop dessa med en ny enhet som fick namnet Manwin. Thylmann köpte under samma period också Webcams.com, i en annan affärsuppgörelse.
Företaget expanderade tack vare anonyma (på grund av stigmat i finansbranschen med att bli förknippad med pornografi) investeringar 2011 från 125 investerare; enligt uppgift ska dock Fortress Investment Group, JPMorgan Chase och Cornell University ha tillhört investeringsgruppen. Trots räntan på de lånade medlen lönade sig investeringen för Manwin, på grund av nettoresultat på runt 25 procent under de kommande åren. Pengatillskotten användes till att utveckla webbplatsteknologin, och antalet anställda ökade på tre års tid från 200 till 1200. Samtidigt etablerade man dotterverksamheter i bland annat Luxemburg, Irland, Cypern och Brittiska Jungfruöarna.

### Efter Thylmann
I december 2012 utlämnades Thylmann från Belgien till Tyskland efter misstankar om skatteflykt relaterat till ett antal av hans Tysklandsbaserade företag. Thylmann släpptes senare och fick i en uppgörelse med de tyska skattemyndigheterna 2016 betala tillbaka 5 miljoner euro i utestående skatt. Dessförinnan hade han under 2013 betalat 10 miljoner euro av ursprungligen avkrävda 26 miljoner euro, för att kunna återvända hem till Belgien. I oktober 2013 sålde Thylmann Manwins tillgångar till en intern ledningsgrupp under namnet Mindgeek, och sedan dess har han inte haft affärsrelationer med företaget. I den interna ledningsgruppen var Feras Antoon VD, förutom aktieägaren David Tassilo. Mindgeek blev senare officiellt registrerat i Luxemburg.
Företaget har därefter framför allt förknippats med Pornhub, den mest kända av de annonsfinansierade men i övrigt gratis videoplattformar som under 2010-talet övertagit det mesta av den internationella konsumtionen av pornografi. Utöver Pornhub finns i koncernen webbplatser och produktionsbolag som Redtube, Youporn, Brazzers, Digital Playground, Men.com, Reality Kings, Sean Cody och Whynotbi.com. Dessutom hanterar man Playboy TV- och internet-aktiviteter. Förutom det operativa huvudkontoret i Montréal och det juridiska högkvarteret i Luxemburg har man lokala kontor i Bukarest, Dublin, London och Los Angeles.

### Tidiga 2020-talet
Mindgeek har varit inblandat i ett antal olika stämningar eller kontroverser med koppling till olagligt innehåll eller marknadsstyrning. 2020 tvingades bolagets flaggskepp Pornhub radera cirka tio miljoner videor, efter avslöjanden i The New York Times och en påföljande ekonomisk blockad från Visa och Mastercard. En gruppstämning skedde året därpå. I den vevan eldhärjades VD:n Antoons nybyggda villa i Montréal-stadsdelen Ahuntsic-Cartierville, med misstankar om mordbrand. Pågående gruppstämningar och försök till gruppstämningar mot företaget, angående företagets bristfälliga hantering av olagligt material, har bland annat kommit från den kristna anti-trafficking-organisationen Exodus Cry. Detta till trots har Mindgeek långtifrån varit "sämst i klassen" i hanterandet av rapporterade överträdelser på sina webbportaler. Även efter massraderingen av material 2020 är mängden lagrade data omfattande, och tidigt 2024 sade man sig ha över 65 petabyte filmer och bilder på sina servrar.
Den återkommande negativa uppmärksamheten har sannolikt bidragit till att påverka företagspolitiken. Sommaren 2022 meddelades att VD:n och ekonomichefen Antoon och Tasillo skulle lämna ledningen av företaget efter ett decennium vid rodret. De två skulle dock även fortsättningsvis vara aktieägare. Ledningsförändringen sker efter undersökande reportage av tidningen New Yorker.
I samband med ovanstående ledningsbyte meddelade företaget ett ökat fokus på samarbete med innehållsskapare. Redan 2022 sa man sig förse "hundratusentals modeller" med inkomstmöjligheter via Pornhub och sina andra bolagssektioner. Meddelandet kom efter ett antal års expansion av entreprenörstyrda webbkameramodellsajter av typen Onlyfans. Beslutet från Mindgeek kan också ses som ett resultat av att Visa och Mastercard blockerat penningtransaktioner till Mindgeeks annonsfirma Trafficjunky, medan betalningar till de kopplade prenumerationssajterna tillåtits.

### Ägarbyte och nytt namn
2021 meddelades att majoritetsägaren av Mindgeek var Bernd Bergmair, boende i London. I mars 2023 såldes bolaget till det kanadensiska investmentbolaget Ethical Capital Partners (ECP), med säte i Ottawa. ECP, ett relativt nystartat bolag (enligt vissa källor bildades det först i samband med köpet av Mindgeek,) har meddelat att man välkomnar en öppen diskussion omkring Mindgeeks modereringsverktyg och att man ser stora möjligheter att kunna marknadsföra dessa även till andra verksamheter. Representanter från skådespelarstyrda organisationer välkomnade satsningen i en tid av hård kritik mot porrbranschen. Bland annat kommer bolaget att behöva hantera den planerade Online Safety Bill som syftar till att blockera barns tillgång till Internetpornografi.
Samma år bytte bolaget namn från Mindgeek till Aylo. Det nya namnet, som enligt ägarna inte har någon uppenbar betydelse, ses som ett sätt för ägarna att lättare hantera en verksamhet med skamfilat rykte. Under sina år som Mindgeek dolde man officiellt karaktären på bolagets verksamhet och syntes utåt som ett IT-bolag vilket som helst, något som stod i stark kontrast till Pornhubs höga medieprofil och flitiga marknadsförande av besöksstatistik. På bolagets nya webbplats på Aylo.com syntes dock i början av 2024 skyltningen som "Offering world-class adult entertainment on some of the internet's safest platforms" (franska: "Divertissement pour adultes de calibre mondial sur les plateformes en ligne parmis les plus sécuritaires"). Man presenterade också exempel på dessa plattformar, med namn som Pornhub, YouPorn, Brazzers, Men.com och Nutaku.

## Ekonomi
Företaget har i första hand inkomster från annonser och försäljning av användardata. Dessutom har man inkomster från betaltjänster som Redtube och betalsajter hos olika dotterbolag.
Mindgeek/Aylo hade rörelsemarginaler på runt 30 procent på omsättningen i början av 2020-talet, trots problemen med betalplattformarna Visa och Mastercard. Detta kan jämföras med Metas rörelsemarginal för 2022 på 25 procent. Visas och Mastercards tidvisa bojkott av företag beräknades sänka inkomsterna med uppemot 40 procent år 2022. Man skulle då hamna på en nivå kring den från 2018, omsättningen låg på cirka 450 miljoner CAD.

## Verksamhet
Via bolagets egna platsannonsering kunde man tidigt 2024 se att man hade verksamhet på minst åtta arbetsplatser i Kanada, Grekland, Rumänien, USA, Luxemburg, Storbritannien och Cypern, och att man även är aktiv inom spelsektorn och inom cannabis-tjänster och -produkter (legaliserat i Kanada och stora delar av USA). Verksamheten delades upp mellan ett antal olika tjänstekategorier:
- betalsajter: Brazzers, Reality Kings, Digital Playground, Twistys, Mofos, Men.com, Reality Dudes, Sean Cody
- videodelningsplattformar för videodelning: Pornhub, Youporn, Redtube, Tube8
- marknadsplatser: My Dirty Hobby, Uviu
- datorspel och relaterade applikationer: Nutaku
- Annonsnätverk: Trafficjunky, Adult Force

### Galleri
Nedanstående verksamheter var 2022 del av Mindgeek:

Playboy TV, grundat 1982[54].
Twistys, grundat 2001[55].
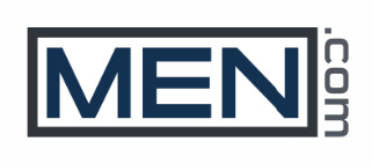
Men.com, grundat 2003[56].
Brazzers, grundat 2004[57]/2005.
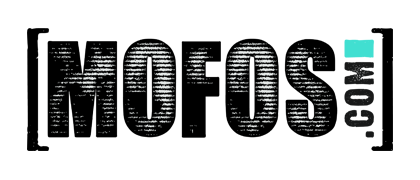
Mofos, grundat 2005.
Youporn, grundat 2006[58].
Pornhub, grundat 2007[59].
RedTube, grundat 2007[60].
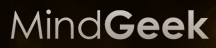
Mindgeek, bolagets namn åren 2013–2023.